# Staumühle
Staumühle är en liten ort i kommunen Hövelhof i Kreis Paderborn i det tyska förbundslandet Nordrhein-Westfalen. Orten hade 266 invånare år 2005. Efter andra världskrigets slut inrättades här Internierungslager Staumühle, där brittiska myndigheter internerade misstänkta krigsförbrytare.